# Bittsevski park (métro de Moscou)
Bittsevski park (en russe : Битцевский парк et en anglais : Bittsevsky Park) est une station de la ligne Boutovskaïa (ligne 12) du métro de Moscou, située sur le territoire du raïon Iassenevo dans le district administratif sud-ouest de Moscou. Outre les quartiers résidentiels, la station dessert le parc municipal Bittsevski park.
Elle est mise en service en 2014.
La station est ouverte tous les jours aux heures de circulation du métro, elle permet des correspondances, via la station Novoïassenevskaïa, avec les rames de la ligne Kaloujsko-Rijskaïa (ligne 6 orange). Elle est desservie par des trolleybus et des autobus.

## Situation sur le réseau
Établie en souterrain, à 10 mètres sous le niveau du sol, la station terminus Bittsevski park est située au point 033+75 de la ligne Boutovskaïa (ligne 12), avant la station Lessoparkovaïa (en direction de Bouninskaïa alleïa).
Station terminus, elle dispose d'un prolongement de ses deux voies en impasses avec une jonction entre les tunnels. Pour faciliter les correspondances avec la ligne 6 orange, elle est établie à proximité et en parallèle avec la station Novoïassenevskaïa, elle-même terminus de la ligne 6.

## Histoire
La station Bittsevski park est mise en service le 27 février 2014, lors de l'ouverture à l'exploitation du prolongement de la ligne de Oulitsa Starokatchalovskaïa à Bittsevski park, nouveau terminus de la ligne. Station peu profonde voutée, elle est due aux architectes Nikolay Shumakov et Galina Lune
La station dispose d'un quai central sous une voute hémisphérique asymétrique. Sur l'un des côtés une peinture murale formée de 359 pièces de verre rappelle le parc naturel auquel elle donne accès. Un escalier central permet de rejoindre le hall d'accueil, commun avec la station Novoïassenevskaïa pour faciliter les échanges entre les lignes 6 et 12.

Architecture et décoration de la station
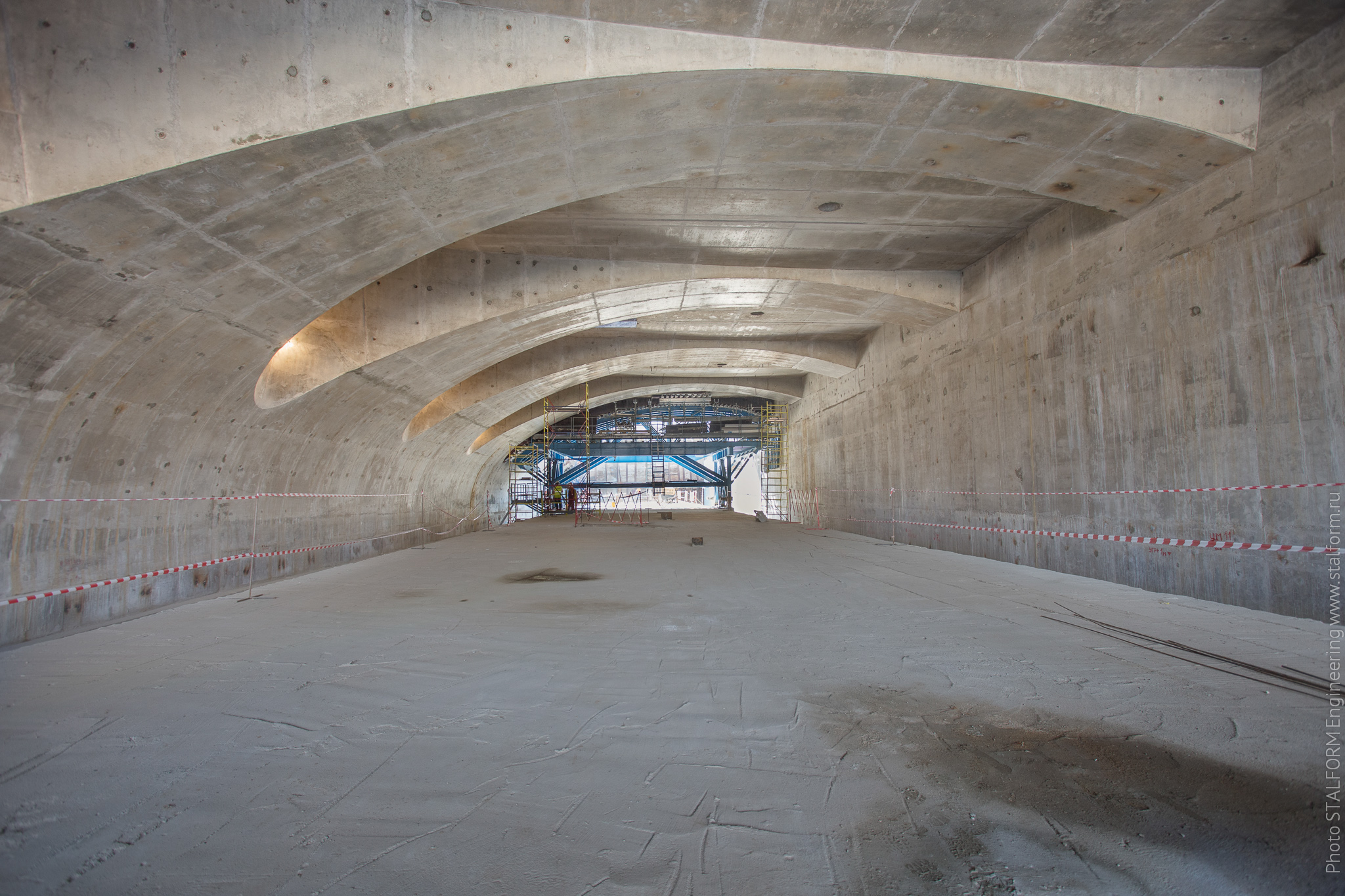
Voute en construction.
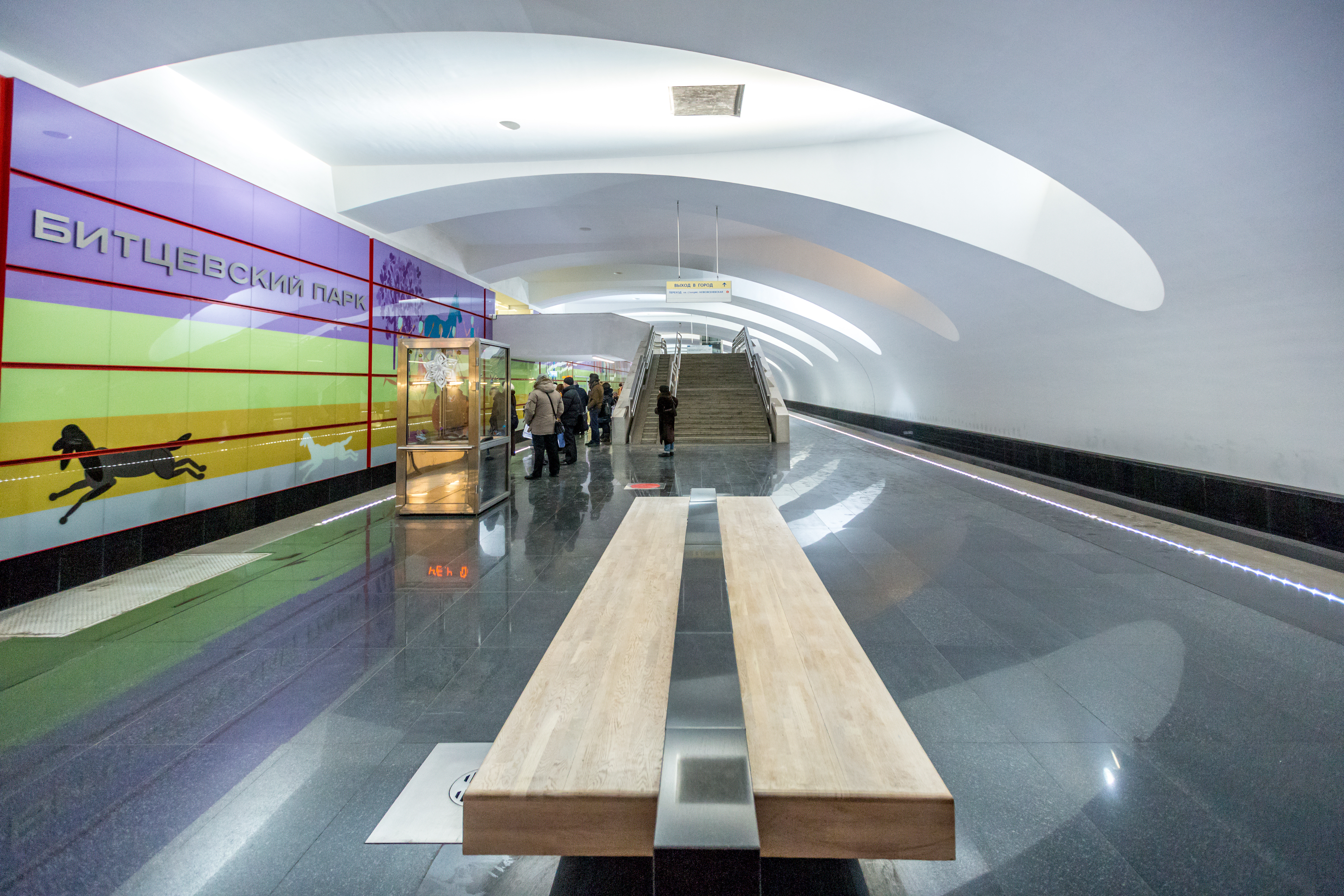
Quai central.
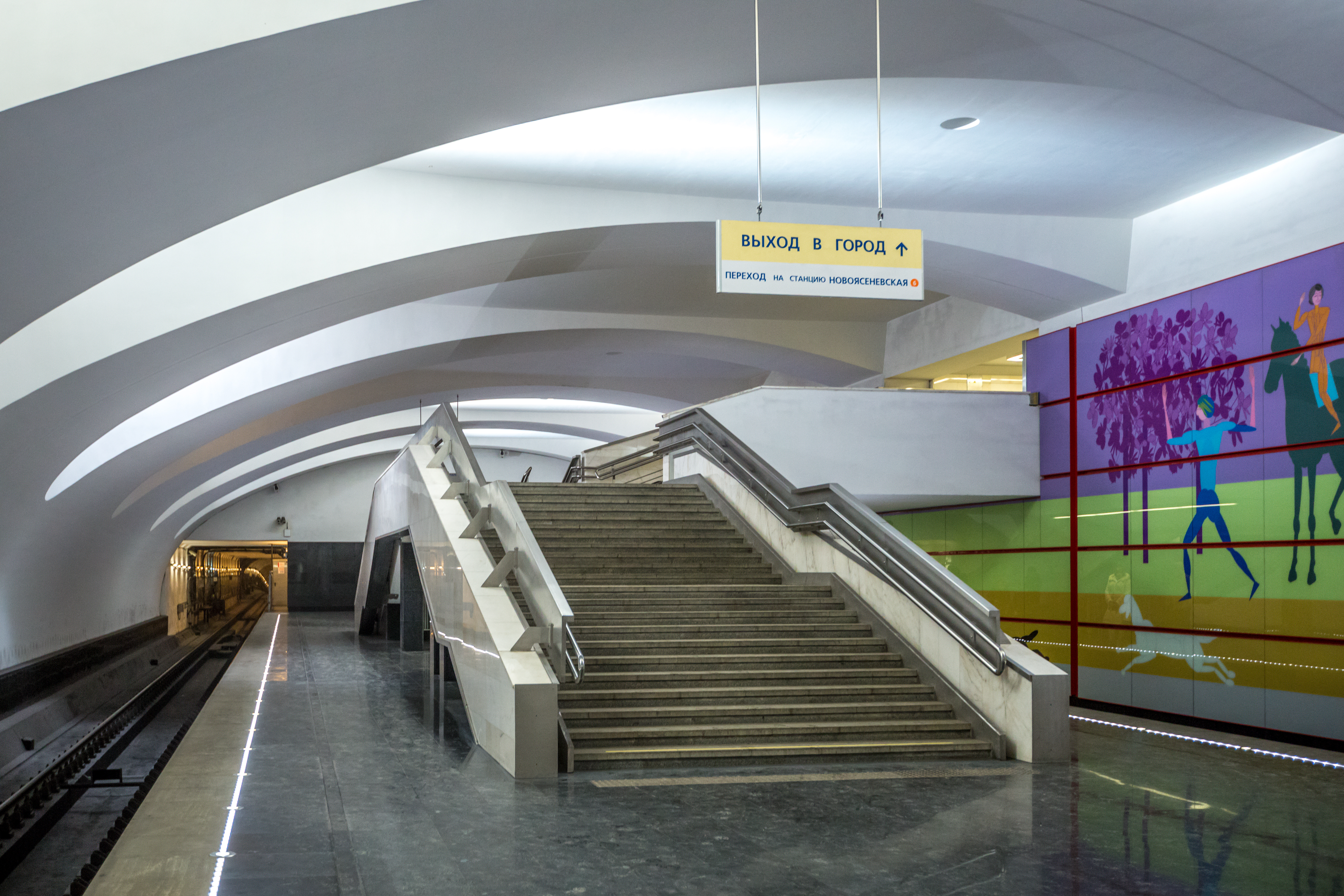
Escalier.

## Services aux voyageurs

### Accès et accueil
La station dispose d'un hall d'accueil intermédiaire avec guichet et automates. Des passages permettant d'utiliser des entrées/sortie  communes avec la station Novoïassenevskaïa. Un ascenseur permet l'accès des personnes à mobilité réduite,.

Accès à la station
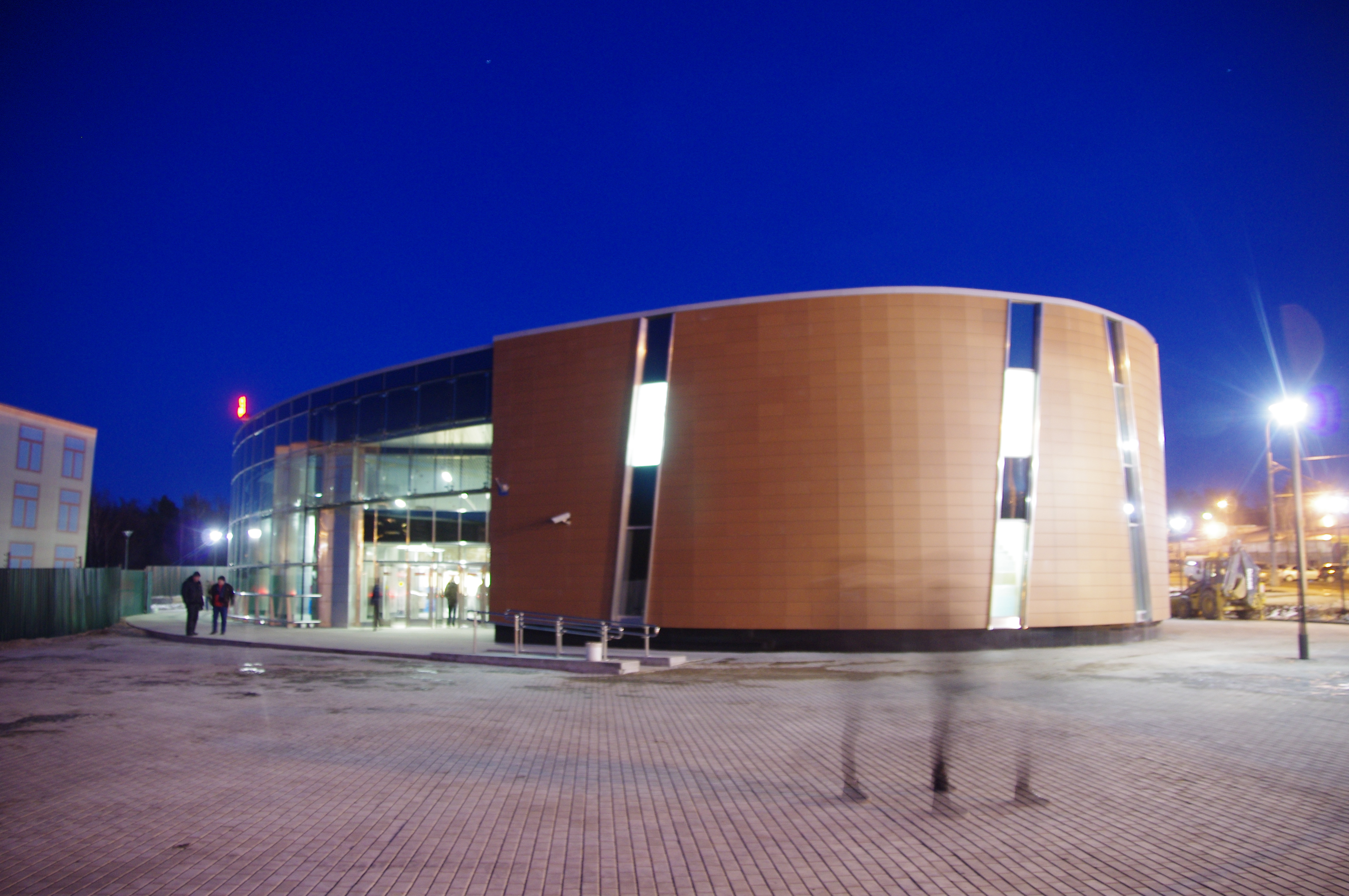
Bâtiment entrée/sortie.
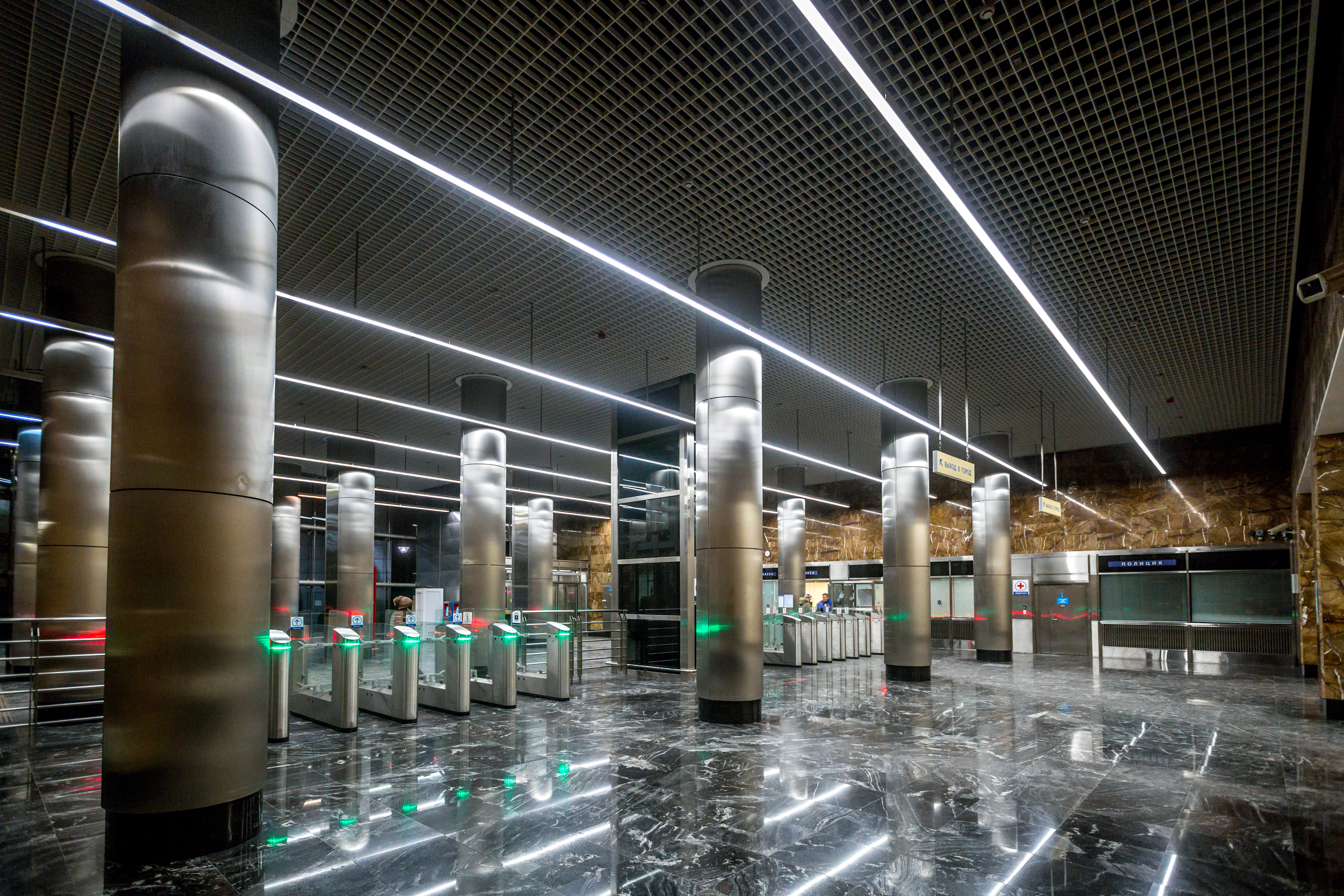
Hall d'accès.
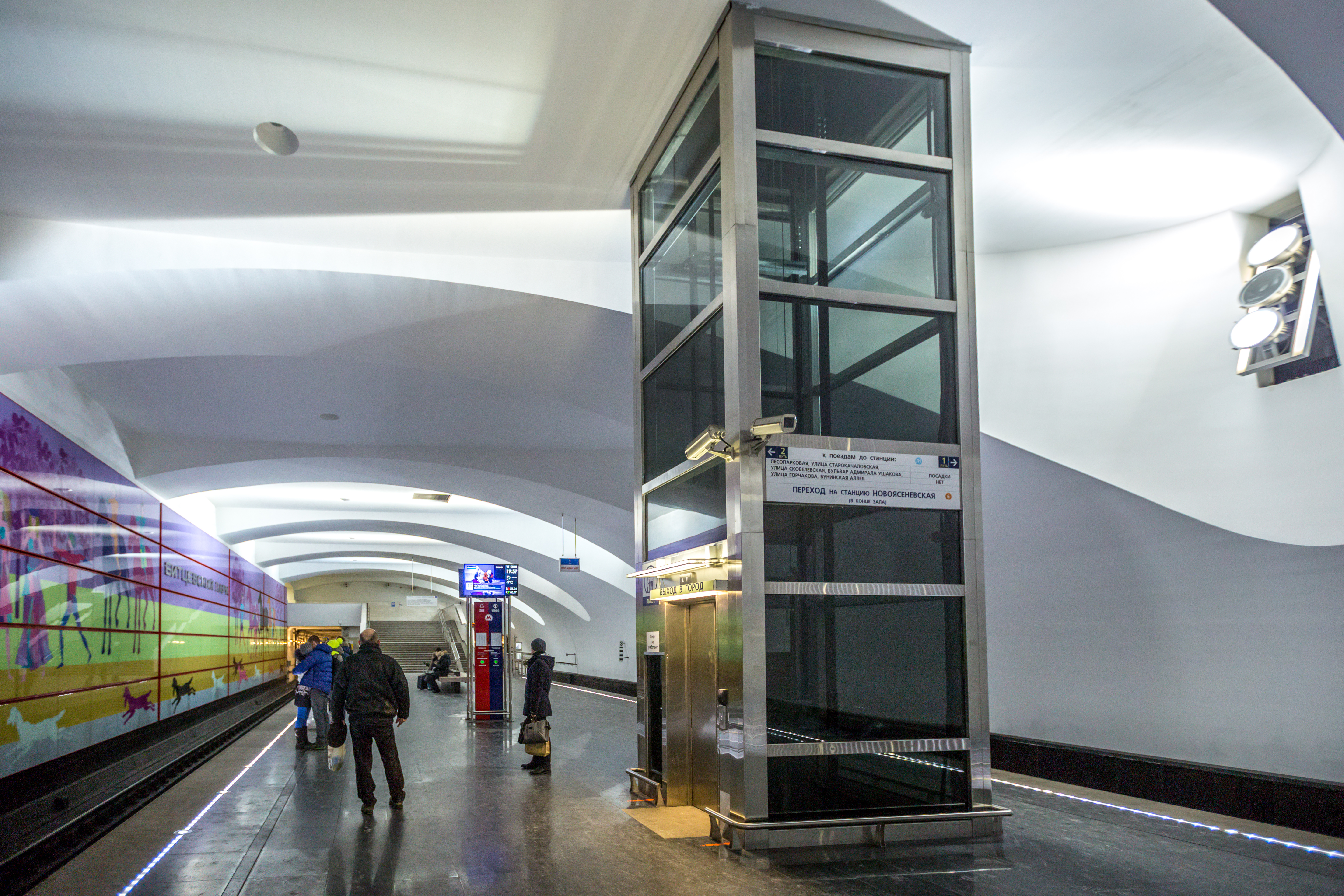
Ascenseur.

### Desserte
Bittsevski park est desservie par les rames qui circulent sur la ligne. Elle est ouverte chaque jour entre 5 h 40 et 1 h 3 (environ).

Installations et desserte
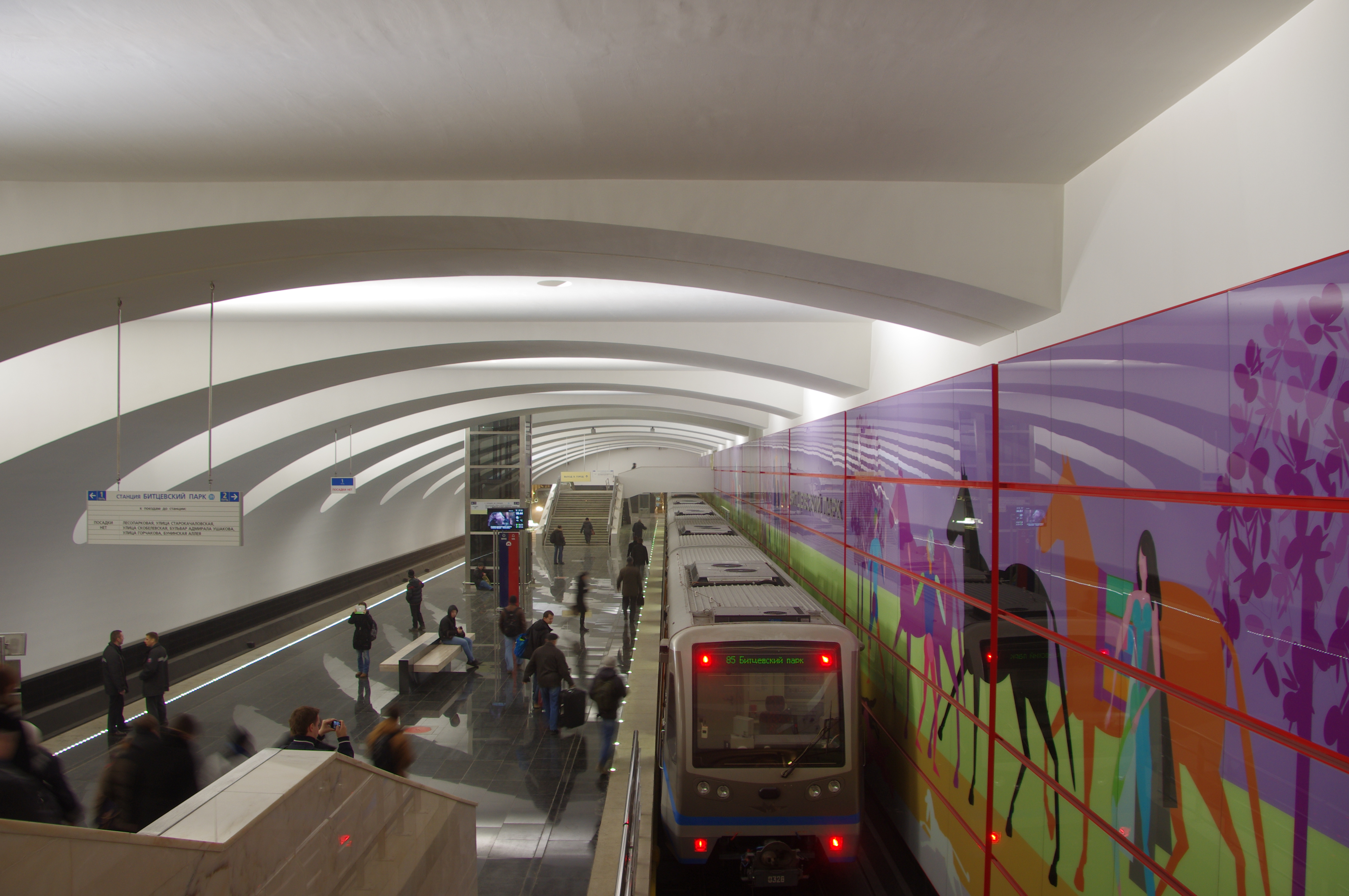
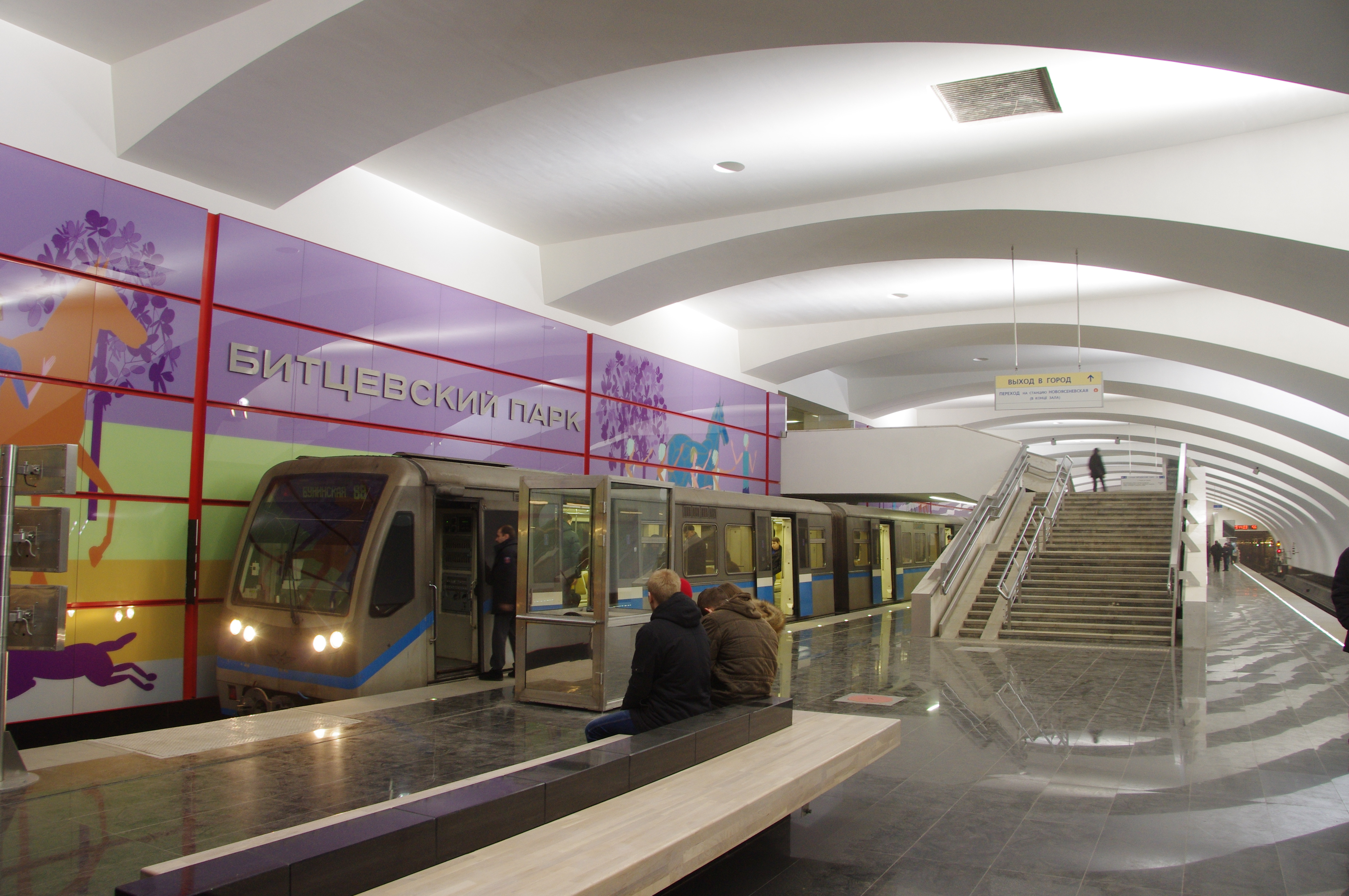
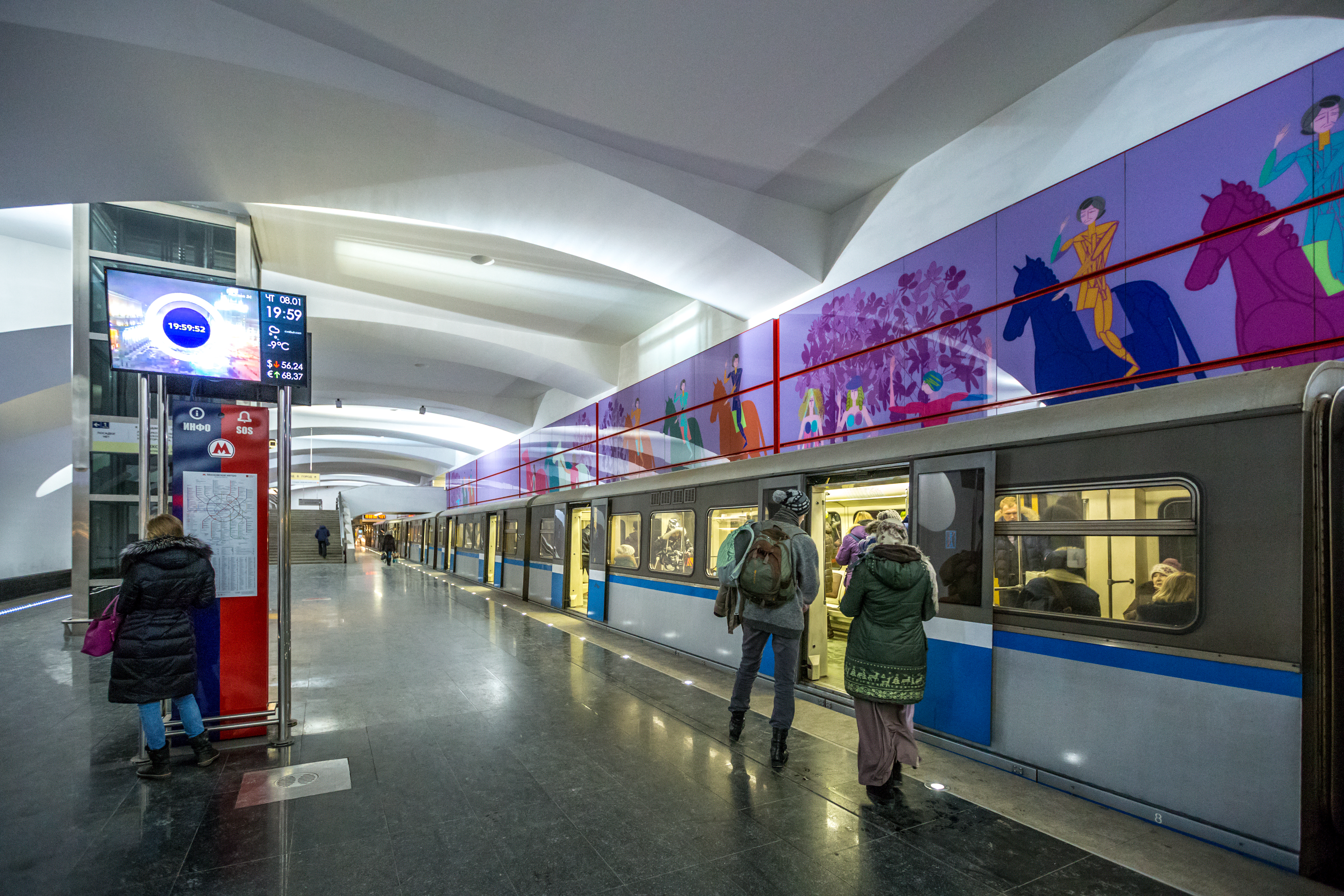

### Intermodalité
La station est aménagée pour faciliter les correspondances avec la ligne Kaloujsko-Rijskaïa (ligne 6 orange) via la station Novoïassenevskaïa.
À proximité de la station des arrêts sont desservis par des trolleybus de la ligne 81, et des bus des lignes 262, 648 et 651.